# Trancers II: The Return of Jack Deth
Trancers II: The Return of Jack Deth è un film del 1991 diretto da Charles Band.

## Trama
Los Angeles, 1991. Sei anni dopo il primo episodio (Trancers) Jack Deth si è ormai ambientato nella sua vita con la moglie Lena. Da quando Martin Whistler è morto Hap Ashby ha smesso di bere e ha fatto una fortuna. Ora colleziona autopompe da vigili del fuoco e vive in una grande villa insieme a Jack e Lena.

Ma il fratello di Martin, E.D. Wardo, è tornato indietro nel tempo e ha creato una fabbrica di trancer sotto le mentite spoglie di una organizzazione ambientalista chiamata "Mondo Verde". L'organizzazione proclama infatti di voler "pulire il mondo" ma in effetti rapisce senzatetto e malati di mente per creare zombi al comando di Wardo.

Ancora una vola Hap è in pericolo, essendo l'unico parente ancestrale del futuro membro del Consiglio Ashe.

Jack scopre del pericolo di Wardo proprio perché Hap viene attaccato. Non può però sapere che dal futuro viene mandata per aiutarlo la sua ex moglie Alice, la quale pur essendo morta nel 2247 viene prelevata da un punto nel passato e spedita nel 1985 per fare in modo che Jack stesso torni al futuro usando una macchina del tempo per diventare membro del Consiglio. Per assicurarsi che tutto funzioni nel modo previsto dal futuro spediscono indietro anche McNulty, il vecchio capo si Jack, che si incarna nel corpo di una sedicenne. 

Tra Alice e Lena ovviamente si creano tensioni. Inoltre Jack sa che Alice essendo morta nel futuro non ha un corpo in cui rientrare e quindi la sua vita terminerebbe. Hap infine, sentendosi sul punto di morire braccato dagli zombi, riprende a bere. La situazione sembra sfuggire di mano a Jack tanto che si ritrova con Alice e Lena circondato dai trancer di Wardo e addirittura pur di non cadere in loro mano progetta di lasciare l'ultima pallottola per sé. 

I tre riescono a salvarsi grazie all'intervento di Hap che, con McNulty, li soccorre usando l'autopompa. 

Di fronte alla scelta di usare la macchina del tempo per rientrare nel 2247 Jack però sceglie di non farlo e di restare nel 1985 con Lena, facendo invece partire Alice che, tornando fisicamente, potrà vivere.